# Percey-le-Pautel
Pour les articles homonymes, voir Percey (homonymie).
Percey-le-Pautel est une ancienne commune française du département de la Haute-Marne en région Grand Est. Elle est associée à la commune de Longeau en 1972 pour former la nouvelle commune du Vallinot, celle-ci est renommée Longeau-Percey en 1983.

## Géographie
Situé sur la rive gauche du Vallinot, le village de Percey est traversé par la route D67.

## Histoire
En 1789, ce village dépend de la province de Champagne dans le bailliage de Langres et la paroisse de Cohons.
Le 6 juin 1972, la commune de Percey-le-Pautel est rattachée à celle de Longeau sous le régime de la fusion-association.

## Politique et administration
| Période                                  | Période | Identité                   | Étiquette | Qualité |
| ---------------------------------------- | ------- | -------------------------- | --------- | ------- |
| 18??                                     | 18??    | Auguste Potier de Pommeroy |           |         |
| Les données manquantes sont à compléter. |         |                            |           |         |

| Période                                  | Période | Identité      | Étiquette | Qualité |
| ---------------------------------------- | ------- | ------------- | --------- | ------- |
|                                          |         | Isabelle Miot |           |         |
| Les données manquantes sont à compléter. |         |               |           |         |

## Démographie
| 1793 | 1800 | 1806 | 1821 | 1831 | 1836 | 1841 | 1846 | 1851 |
| ---- | ---- | ---- | ---- | ---- | ---- | ---- | ---- | ---- |
| 116  | 120  | 118  | 146  | 174  | 149  | 172  | 199  | 167  |

| 1856 | 1861 | 1866 | 1872 | 1876 | 1881 | 1886 | 1891 | 1896 |
| ---- | ---- | ---- | ---- | ---- | ---- | ---- | ---- | ---- |
| 157  | 150  | 150  | 140  | 160  | 151  | 147  | 133  | 138  |

| 1901 | 1906 | 1911 | 1921 | 1926 | 1931 | 1936 | 1946 | 1954 |
| ---- | ---- | ---- | ---- | ---- | ---- | ---- | ---- | ---- |
| 145  | 127  | 101  | 105  | 90   | 99   | 99   | 108  | 105  |

| 1962 | 1968 | - | - | - | - | - | - | - |
| ---- | ---- | - | - | - | - | - | - | - |
| 115  | 92   | - | - | - | - | - | - | - |

## Lieux et monuments
- Château, construit au XVIIIe siècle et inscrit aux monuments historiques en 1975[3]
- Église Notre-Dame-de-la-Nativité, reconstruite en 1840 et érigée en paroisse curiale en 1848
- Pont sur le Vallinot
- Colonne Napoléon, érigée en 1845, elle commémore le combat des Français contre les Bavarois en ce lieu le 13 janvier 1814
- Monument aux morts de 1914-1918

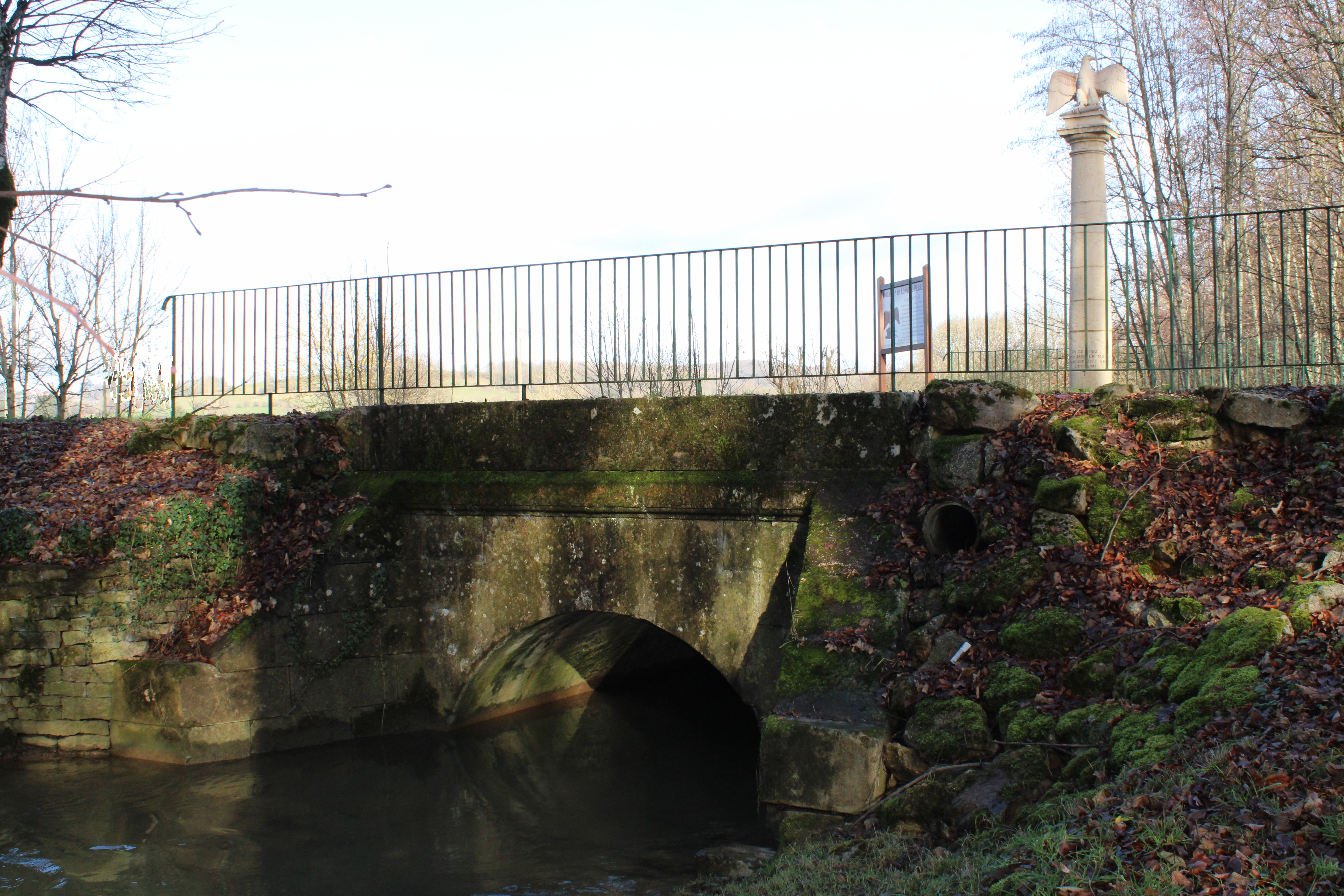
Pont sur le Vallinot.
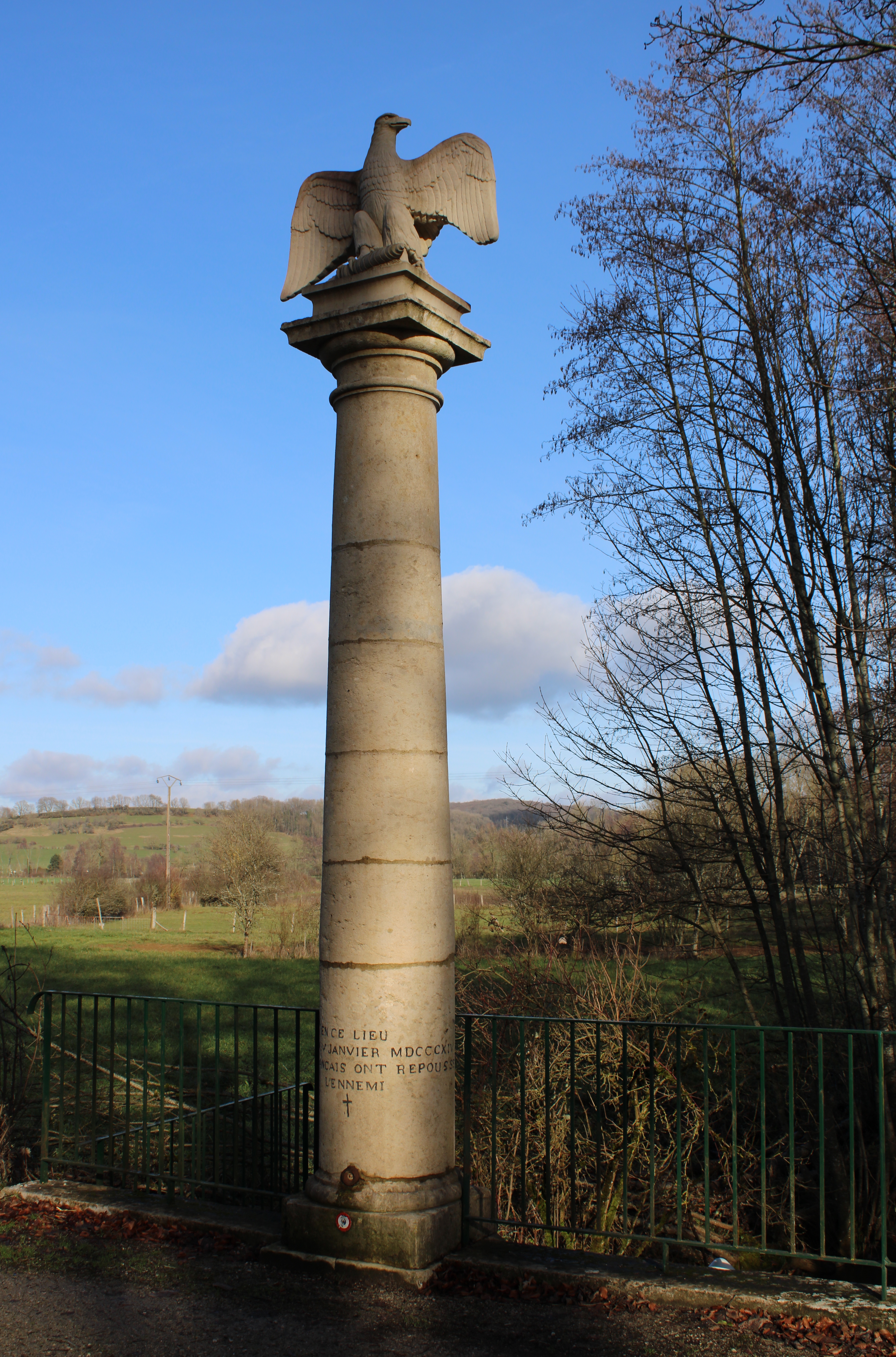
Colonne Napoléon.
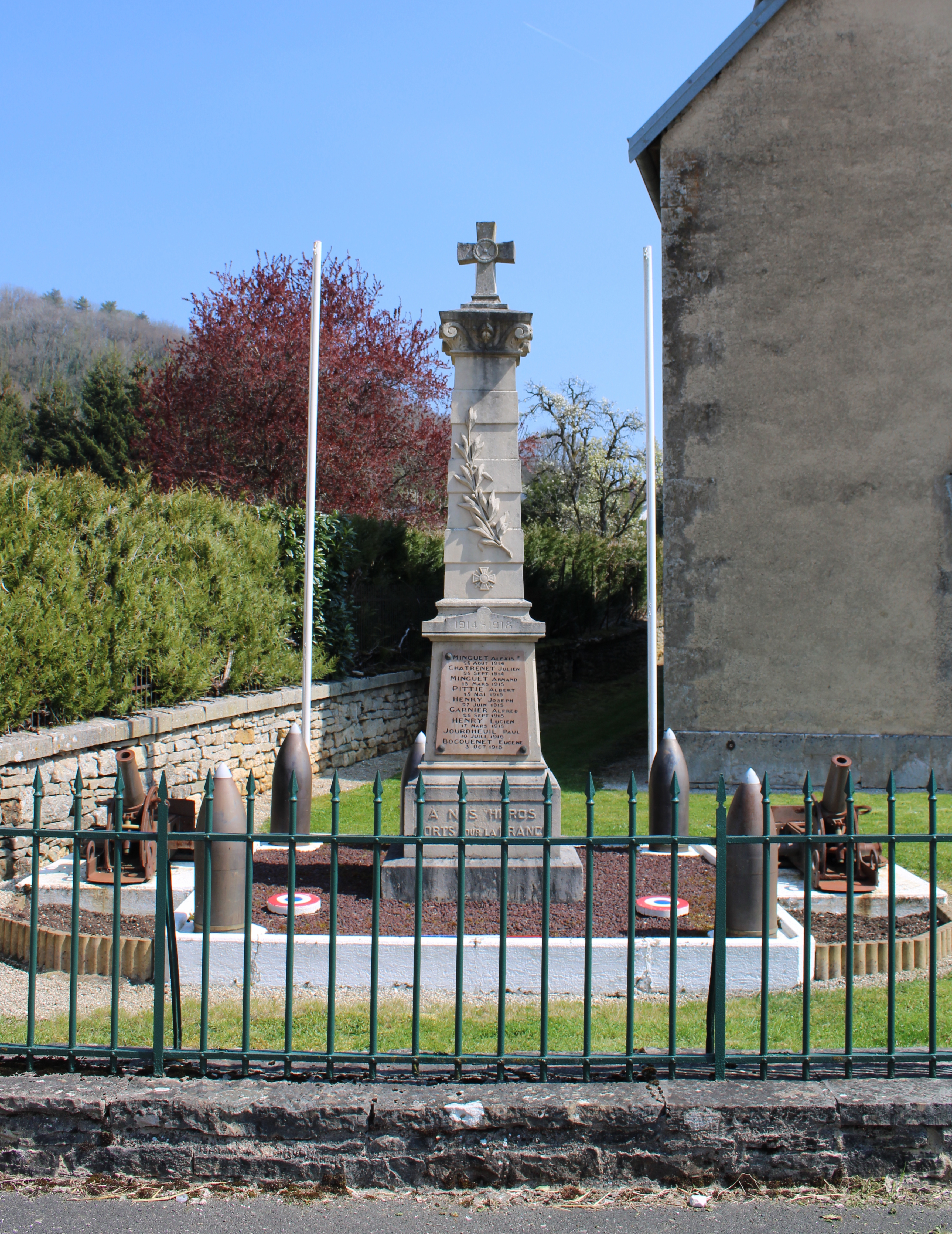
Monument aux morts.